# Volturino
Volturino là một đô thị thuộc tỉnh Foggia trong vùng des Puglia của Ý. Đô thị này có diện tích 57  km², dân số 1989 người.
Đô thị này giáp với các đô thị sau: Alberona, Lucera, Motta Montecorvino, Pietramontecorvino, Volturara Appula.